# KDDI通信障害 (2022年)
KDDI通信障害（ケイディーディーアイつうしんしょうがい）は、2022年7月2日午前1時35分頃から2022年7月5日午後3時36分にかけて発生していた、KDDIの大規模な通信障害である。この通信障害により、全国のau・UQ mobile・povoの回線が繋がりにくくなるなどの甚大な被害をもたらした。
原因は音声通話システムのトラブル。ルーターの交換中に不具合が発生し、切り戻し中にデータ不整合が発生。その結果VoLTE交換機に莫大なデータが集中し、データ量を制限したことにより、通信障害が起こったとされている。共同通信社は、「携帯業界では過去最悪の規模」と報じた。KDDIの会見は発生から1日以上後だった。金子恭之総務相（当時）は臨時記者会見で、法令上の「重大事故」に当たるとの認識を示し、復旧対応や情報の周知が「利用者目線で見れば十分ではなかった」と批判した。

## 影響
KDDIによると、最大で3915万回線及び3091万人以上の利用者に影響が出た可能性があるとしている。多方面への影響が確認され、ここではその事例の一部を紹介する。

### 運送業務
宅配会社のヤマトホールディングスでは、荷物の問い合わせシステムに障害が出たほか、ドライバーとの通信ができなくなっている。
日本郵便は、後述のJR貨物列車の遅れなどにより、一部の荷物の配達が遅れる可能性があると発表した。
またUber Eatsなどのフードデリバリーサービスでも、KDDI・沖縄セルラーの回線でスマートフォンを利用する配達員には、注文の通知が届かなくなり、稼働ができなくなった。

### 交通機関
日本貨物鉄道（JR貨物）では荷物の積み降ろし作業のシステムが使用できなくなり、積み降ろし作業に通常よりも時間がかかるため、遅れが発生した。
東日本旅客鉄道（JR東日本）では、駅のテレワーク用ブースの予約が一時できなくなった。
西日本旅客鉄道（JR西日本）では、山陰地区の列車内で乗車券が購入できなくなる可能性が生じた。
京成バスや小田急バスのバスロケーションシステムにも不具合が発生し、情報が表示されなくなった。
東武バスの一部や東京空港交通では交通系ICカードでの決済に不具合が生じた。
日本航空では、成田空港や羽田空港で従業員用の無線機が一時使えなくなった。

### 自動車関連
トヨタ自動車、スバル、マツダ、スズキのコネクテッドカーで一時通信不能となり、スマートフォンからの車両情報の確認や緊急時のコールセンターへの電話発信ができなくなった。
また、パーク24が提供する電子決済「Times PAY」では決済がしづらくなった。

### 金融機関
大垣共立銀行では、店舗外に設置されている現金自動預け払い機 (ATM)221台のうち、190台が使用できなくなった。店舗内にあるATMは通常通り使用できる。
2022年7月4日午後3時35分に全てのATMが復旧したことが確認された。
琉球銀行でも、職員の業務用携帯電話が一時不通となった。

### 電力
中部電力パワーグリッドでは、一部のスマートメーターが機能せず、一時、電力使用量が測定できなくなった。

### ホームセキュリティー
セコムでは、高齢者見守り用のアプリなどで利用しづらい状況になった。

### 医療
沖縄県浦添市の牧港中央病院では、看護師や院外の医師と連絡が取れなくなった。また、PCR検査の結果が伝えられないため、病院に直接訪れて結果を確認する患者もいたという。

### 食品
伊藤園では、電話が一時つながりにくくなった。
広島市にある中央卸売市場では、バイヤーと連絡ができなくなったため、一部の野菜が出荷できなくなった。

### 新型コロナウイルス感染症（COVID19）自宅療養患者

#### 東京都
一日あたり約120人から130人と携帯電話での連絡が取れず、健康観察に影響が出た。普段は、連絡の取れない療養患者は多い時でも20人程度である。また、入院の必要な患者と、途中で連絡が出来なくなり、健康観察や入院調整のために、職員が直接自宅を訪問するケースもあった。

#### 石川県
土日において一部自宅療養者77人と電話が繋がらない状況となった。

#### 長崎県
長崎県の感染症対策室によると数人の自宅療養者と連絡できなくなった。

#### 沖縄県
重症化するおそれのある自宅療養者約120人と健康観察の聞き取りなどができない状況となっていた。

### 緊急通報の遅れ

#### 交通事故
石川県加賀市では、高速道路上でバイクによる自損事故が発生したが、運転手の携帯電話がつながらず、事故の目撃者が道路脇にある非常電話で通報した。

#### 海難事故
海難事故においては、8件で通報が遅れるなどの影響が確認された。
3日午前0時頃、鳥取県米子市でプレジャーボートが消波ブロックに乗り上げる事故が発生し、乗っていた男性が自分の携帯電話で通報しようとしたが、通信障害の影響でできず、通報が約5時間遅れるケースが発生した。この男性は約5時間後、漁港に来た別の漁師に助けを求め、その漁師の携帯電話で通報することができ、あごや足を骨折する全治2か月のけがで済んだが、海上保安庁は、緊急時に通報のできる端末を確保したうえで海に出るよう、漁師らに注意を呼び掛けた。

#### 遭難事故
北海道島牧村の黒松内岳を登山中の登山客2人が道に迷い遭難した。2人が所持していた2台の携帯電話のうち、1台は電池切れ、もう一台が通信障害により電話が繋がらない状態にあった。消防・警察への救助要請ができなかったが、LINEの通話機能は使用できる状態であったため、知人に救助要請を依頼。その知人が、地元消防に救助を要請し、警察のヘリコプターが遭難した2人の救助に当たった。

### アメダス
気象庁によると、アメダスの一部観測点で観測点データが正常に受信できなくなった。同庁は通信回復後に受信できなくなった観測点からデータの回収を進めてきたが、全体の5%に相当する288か所でデータの欠落が生じたことを8月16日に発表した。
これについて7月5日、気象庁を所管する国土交通大臣の斉藤鉄夫は記者会見で、KDDI側に再発防止を要請したことを明らかにした。また、損害賠償請求については「気象庁がKDDIとの契約に基づき、適切に対処する」とした。

### イベント
影響が発生した2・3日については全国各地で音楽やスポーツ等のイベントが開催されていたが、電子チケットの表示が困難となったため、主催者側はWi-Fi環境下での表示・分配、表示不可能な場合の対応窓口への案内、印刷・スクリーンショットを許可する対応を告知することになった。

### アーケードゲーム
タカラトミーアーツのアーケードゲーム『ワッチャプリマジ!』はこの通信障害により、ゲームサーバーとの通信が不安定になり、オンライン関係の機能が利用できないトラブルが発生した。

### 児童見守りシステム
品川区によると、児童見守りシステム「まもるっち」について、7月2日午前7時30分から障害が起きていたと発表した。

## 対応

### KDDI

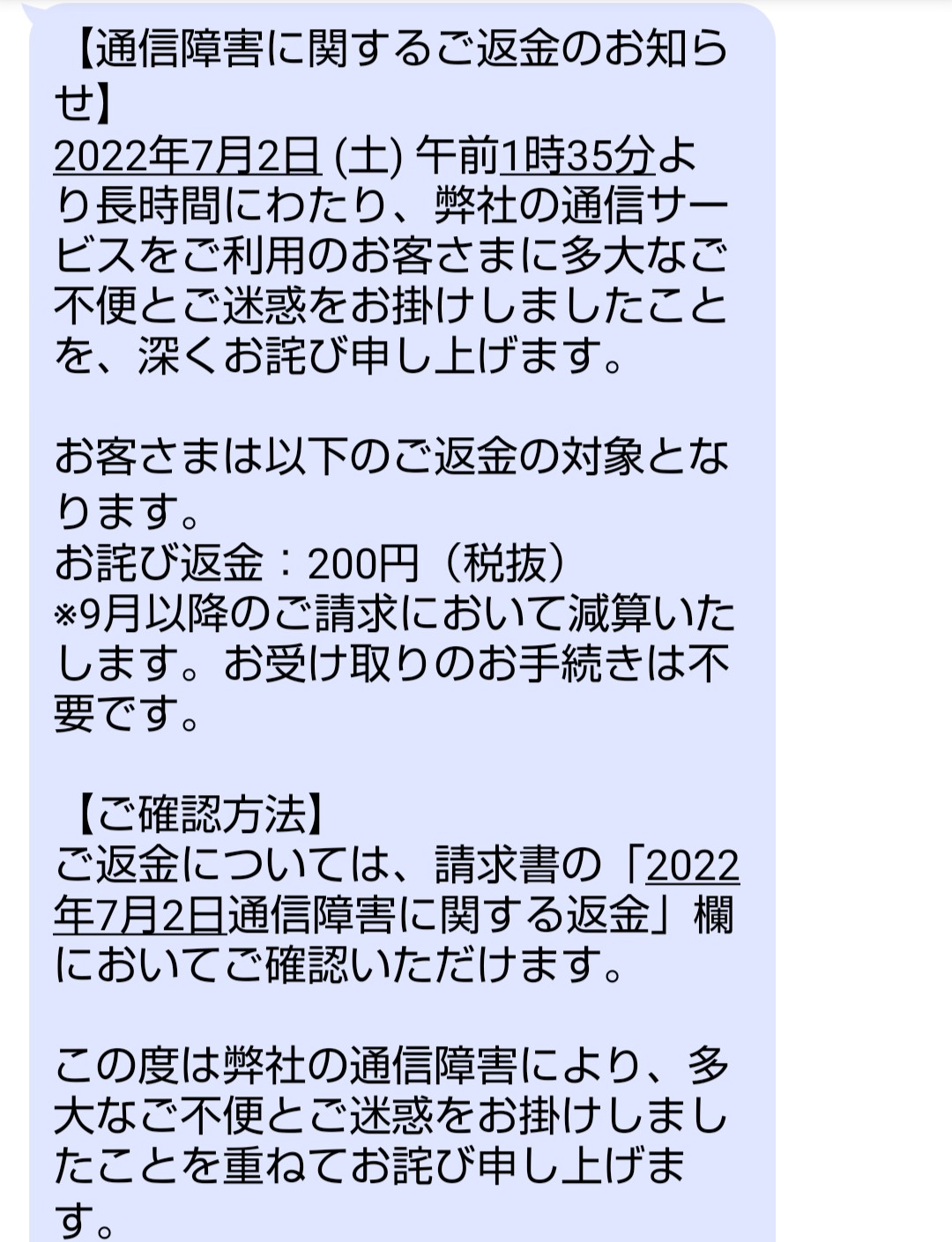
返金の案内メッセージ（2022年８月20日）

3日に通信障害について高橋誠社長が会見を行い、陳謝した。翌4日、技術担当の専務がオンラインで会見を行い、全面的な復旧は5日夕方になるという見通しを示した。
22日にKDDIは、音声通話が24時間以上使えなかった利用者に返金を実施することを明らかにした。また、29日には24時間以上サービスを使えなかった271万人に2日分の利用料を減算し、3589万人の利用者にお詫びとして一律200円を返金すると発表した。なお、povo 2.0は基本使用料が0円であるため、返金の代わりに1GBのデータトッピングを行う。
2022年8月15日、KDDIは返金に関する案内を同月16日からショートメッセージ（SMS）やメールで順次通知することを発表した。

### 沖縄セルラー電話
4日に沖縄セルラー電話の菅隆志社長が記者会見を行い、謝罪した。

### MVNO
KDDIは仮想移動体通信事業者（MVNO）の契約者については返金の対象外と発表していたが、インターネットイニシアティブ（IIJ）やオプテージ（mineo）、JCOM（J:COM MOBILE）などの一部MVNO事業者はKDDIの通信障害の影響で通話やデータ通信が利用出来なかった契約者に対して、独自に利用料金の返金や補償を行うことを発表した。

### 行政
2日、総務省は、KDDI側から通信障害についての報告を受け、「早期復旧」と「顧客への周知」を要請した。同日深夜に岸田文雄総理の指示により金子恭之総務大臣は竹内芳明総務審議官をリエゾンとして派遣した。金子は、5日の閣議後の記者会見で「利用者への適切な周知、広報を促すため」と説明した。SNS上では「素人の官僚を送り込み、逆に足を引っ張ったのではないか」との批判があったが、これに対しては「幹部級かつ技術に精通している職員」を派遣しており「誤解」と反論した。

## 復旧
復旧目標は当初、西日本は2022年7月3日午前7時15分、東日本は同日午前9時30分とされていた。しかし、復旧作業の遅れにより、東日本は午後5時30分に復旧する予定となった。
KDDIは、2022年7月4日時点でほぼ復旧と発表している。しかし、2022年7月4日時点では、音声通話のデータ量を制限しているため、通話については現在も繋がりにくい状況にあるとされている。
KDDIは、2022年7月5日午後3時36分に全面復旧を宣言した。
日本の総務省は7月5日、今回の長時間の通信障害は、電気通信事業法に基づく「重大なる事故」であると指摘し、今後KDDIからの報告を基にして行政指導を行うとしているほか、KDDIが提供する回線利用者に対する周知方法の問題もあるとして、金子恭之総務相は「利用者目線で責任を果たしたとはいえない」と指摘した。
前述したように、7月29日、KDDIは利用者に対して契約約款に基づく返金と、これとは別に当該期間中の契約者全員に対して1加入者に対して200円を返金する処置を発表した。

## その他
東京都内のauショップ副店長によると、auショップにWi-Fiを求める客などが訪れたという。
また、KDDIのコールセンターに、約9万件の苦情が入ったという。